# Almogàver Muntanyes de Prades
L'Almogàver Muntanyes de Prades és una caminada de resistència no competitiva, organitzada per l'Associació d'Amics de les Muntanyes de Prades, que forma part del Circuit Català de Caminades de Resistència (CCCR) de la Federació d'Entitats Excursionistes de Catalunya (FEEC).
Aquesta caminada de resistència, que vol emular l'esperit de sacrifici, la força i la determinació dels antics almogàvers, aquells guerrers catalans van batallar i conquerir part de la Mediterrània durant l'edat mitjana, té el seu origen en l'anomenada 'Almogàver autosuficient', i començà a celebrar-se el 2010. En les darreres edicions el seu recorregut té un total de 55 quilòmetres i el desnivell a superar és de més de 4000 metres. S'endinsa entre les poblacions de Vilaplana, l'Albiol, Mont-ral, Farena, Capafonts, Prades, La Febró i La Mussara, i visita paratges desconeguts de les Muntanyes de Prades, i per les seves tres valls, la vall del riu Brugent, la vall del riu Glorieta i la vall del riu Siurana, i que té la sortida i arribada a la vila de Vilaplana. Els participants de la prova poden emprar un màxim de 15 hores per completar el recorregut.